# Soner Uysal
Soner Uysal (* 24. August 1977 in Ludwigshafen am Rhein, Deutschland) ist ein ehemaliger deutsch-türkischer Fußballspieler und heutiger -trainer.

## Spielerkarriere
Soner Uysal, Sohn türkischer Einwanderer, spielte in seiner Jugend bei der FG Mutterstadt und beim Ludwigshafener SC und erhielt 1996 beim damaligen Zweitligisten SV Waldhof Mannheim seinen ersten Profivertrag. Am 27. September 1996 gab er beim 1:4 am achten Spieltag auswärts gegen den KFC Uerdingen sein Profidebüt. In der Saison 1996/97 kam er zu 17 Einsätzen und drei Toren und stieg mit der Mannschaft aus der 2. Bundesliga ab. Im Sommer 1997 wechselte Uysal in die erste Fußball-Bundesliga zum Hamburger SV. Nachdem er in der Hinrunde zu lediglich fünf Einsätzen gekommen war, wurde er in der Wintertransferperiode der Saison 1997/98 an den damaligen Zweitligisten FC Gütersloh verliehen. Für den FC Gütersloh absolvierte er zwölf Einsätze und belegte am Ende der Saison den fünften Platz. 
Im Sommer 1998 kehrte er zum HSV zurück, allerdings kam er in der Saison 1998/99 zu keinem Einsatz. Sein Comeback gab er am 1. April 2000 beim 1:0-Auswärtssieg am 27. Spieltag gegen Borussia Dortmund. Am 13. Mai 2000 gelang Uysal beim 3:0-Sieg am vorletzten Spieltag gegen die SpVgg Unterhaching mit dem Tor zum 2:0 sein erstes Bundesligator. In der Saison 1999/2000 kam er zu acht Einsätzen und bestritt in der Folgesaison verletzungsbedingt kein Spiel. Zur Saison 2001/02 kehrte er zum mittlerweile wieder in der 2. Bundesliga spielenden SV Waldhof Mannheim zurück, beendete allerdings wegen eines irreparablen Knieschadens im Januar 2002 seine Profikarriere. 2002 kehrte er noch einmal zum Fußball zurück und schloss sich dem Hamburger Vorortverein Wedeler TSV (Verbandsliga) an. Er bestritt nur drei Spiele für Wedel. 2004 ging er zum Landesligisten Örnek/Türkspor Hamburg. Im November 2004 wechselte er bei dem Verein ins Traineramt.

## Trainerkarriere
Nachdem Uysal den Landesligisten Örnek/Türkspor Hamburg betreut hatte, wurde er 2005 Co-Trainer der A-Jugend (U19) des HSV. Am 18. Dezember 2008 wurde er bei der zweiten Mannschaft Interimstrainer und kehrte Anfang des Jahres 2009 wieder als Co-Trainer zur A-Jugend zurück. Im Jahre 2010 war er Co-Trainer der zweiten Mannschaft, bis er am 13. März 2011 bis Saisonende zum Cheftrainer befördert wurde, nachdem Rodolfo Cardoso bei den Profis den frei gewordenen Posten des Co-Trainers bis zum Saisonende übernommen hatte. Am 16. September 2015 übernahm Uysal die zweite Mannschaft als Cheftrainer vom zum FC St. Gallen gewechselten Josef Zinnbauer.
Mit der Verpflichtung von Dirk Kunert als neuem Cheftrainer zur Saison 2016/17 wechselte Uysal wieder in die Co-Trainerposition. In der Saison 2017/18 assistierte er Christian Titz. Am 13. März 2018 übernahm Titz die erste Mannschaft; Uysal wurde erneut sein Co-Trainer. Da sich Uysal und der Hamburger SV nicht auf eine weitere Zusammenarbeit einigen konnten, verließ er den Verein zum Saisonende.
Zur Saison 2019/20 wurde Uysal unter Hannes Drews wieder Co-Trainer bei der zweiten Mannschaft. Ab der Saison 2020/21 assistierte er Pit Reimers, seit der Saison 2024/25 ist Loïc Favé Cheftrainer. Da Favé nach der Trennung von Steffen Baumgart Ende November 2024 bei den Profis Co-Trainer des Interimstrainers Merlin Polzin wurde, übernahm Uysal die zweite Mannschaft übergangsweise. Da Polzin und Favé in der Folge dauerhaft als Chef- bzw. Co-Trainer der Profimannschaft eingesetzt wurden, blieb Uysal seinerseits bis zum Saisonende Cheftrainer der zweiten Mannschaft. Zur Saison 2025/26 kehrte er unter dem neuen Cheftrainer Lukas Anderer auf die Co-Trainer-Position zurück.